# Paul Jostock
Paul Jostock (* 17. Dezember 1895 in Köwerich; † 24. April 1965 in Stuttgart) war ein deutscher Statistiker und Sozialwissenschaftler. 

## Leben
Paul Jostock – ältester Sohn des Winzers Peter Jostock und seiner Ehefrau Katharina Regnery – studierte an der Albert-Ludwigs-Universität Freiburg, auch bei Eduard Heimann. 1925 wurde Jostock in Freiburg bei Götz Briefs zum Dr. rer. pol. promoviert. Das Thema seiner Dissertation lautete: Die Zukunft des Kapitalismus in der sozialwissenschaftlichen Literatur. Der Eintritt in den Dienst des Deutschen Statistischen Reichsamtes erfolgte 1927. Weil er das NS-Regime nicht unterstützen wollte, sondern in einigen Widerstandkreisen organisiert war, und später wegen gesundheitlicher Probleme konnte er eine akademische Karriere nicht verwirklichen. Beruflich entwickelte er sich zum hochrangigen Statistiker und baute nach dem Zweiten Weltkrieg den Statistischen Landesdienst Baden-Württembergs auf.
Kurz vor seiner Bombenverschüttung im Mai 1944 fand eine geheime Besprechung von Widerstandskämpfern des 20. Juli in seiner Wohnung statt.
Zwischen 1945 und 1952 war Jostock Direktor des Karlsruher Statistischen (Landes)Amtes, von 1946 bis 1952 dann in Personalunion Direktor des Statistischen Landesamts des ehemaligen Bundeslandes Württemberg-Baden. Es folgte seine Präsidentschaft im Statistischen Landesamt Baden-Württemberg von 1953 bis 1961. 
Jostock schrieb sozialphilosophische Werke, in denen er sowohl Kapitalismus als auch Sozialismus und Kollektivismus aufs Schärfste kritisiert. Er entwickelte einen eigenständigen Weg für soziale Reformen, basierend auf Solidarität, Subsidiarität und einem christlichen Menschenbild. Besonders lag ihm die Gestaltung menschenwürdiger Lebensumstände für Familien am Herzen.

## Mitgliedschaft
Gemeinsam mit Götz Briefs, Theodor Brauer, Gustav Gundlach, Franz H. Mueller, Heinrich Rommen und Oswald von Nell-Breuning zählte Paul Jostock zu den Mitgliedern des Königswinterer Kreises am Institut für Gesellschafts- und Wirtschaftsordnung in Königswinter.

## Ehrungen
- 1962: Große Verdienstkreuz der Bundesrepublik Deutschland
- Postum 1965: Kulturpreis des Deutschen Gewerkschaftsbundes gemeinsam mit Eduard Heimann

## Veröffentlichungen
- Die Zukunft des Kapitalismus in der sozialwissenschaftlichen Literatur. Dissertation. 1927
- Der Ausgang des Kapitalismus. Ideengeschichte seiner Überwindung. Duncker & Humblot, München u. Leipzig 1928
- Der deutsche Katholizismus und die Überwindung des Kapitalismus. Eine ideengeschichtliche Skizze. Pustet, Regensburg 1932
- Die Berechnung des Volkseinkommens und ihr Erkenntniswert. Kohlhammer, Stuttgart u. Berlin,  1941
- Grundzüge der Soziallehre und der Sozialreform. Herder, Freiburg 1946
- Das Proletariat. Die große soziale Wunde unserer Zeit. Badenia, Karlsruhe 1946
- Erläuterungen zu: Papst Leo XIII.: Über die Arbeiterfrage. Herder, Freiburg 1948
- Erläuterungen zu: Papst Pius IX.: Über die gesellschaftliche Ordnung. Herder, Freiburg 1948
- Mitarbeit am Staatshandbuch für Württemberg-Baden. Wohnplatzverzeichnis. Teil Nordwürttemberg. Herausgegeben vom Württembergischen Statistischen Landesamt Stuttgart. Kohlhammer, Stuttgart 1952
- Das Sozialprodukt und seine Verteilung. Bonifacius, Paderborn 1955
- Gibt es noch ein Proletariat? In: Marianne Feuersenger (Hrsg.): Gibt es noch ein Proletariat? Mit Beiträgen von Hans Paul Bahrdt, Walter Dirks, Walter Maria Guggenheimer, Burkart Lutz und Heinz Theo Risse. Dokumentation einer Sendereihe des Bayerischen Rundfunks. Europäische Verlagsanstalt, Frankfurt am Main, 1962, S. 9–14